# Rátót nembeli Mátyás
Rátót nembeli Mátyás (1200 körül – Muhi, 1241. április 11.) prímás-érsek.

## Élete
Apja Rátót somogyi ispán, nagybátyja Gyula országbíró és vajda, bátyja Domokos tárnokmester. A királyi udvarban nevelkedett és pap lett. 1224-től zágrábi prépost. 1224-1235 között az ifjabb király kancellárja, 1235-1237 között királyi kancellár. 1238-tól váci püspök, majd 1239-ben az esztergomi káptalan érsekké választotta. Őt nevezi először királyi oklevél prímásnak. A pápa 1240-ben erősítette meg. 
IV. Béla engedélyével megkezdte Esztergom-Víziváros építését. Rátóton monostort alapított. A muhi csatában esett el.